# WD-40
WD-40 er et amerikansk mærke og trademark af smøremiddel, der bliver fremstillet af WD-40 Company baseret i San Diego, Californien. Formel blev opfundet til Rocket Chemical Company i 1953, før det blev til WD-40 Company. WD-40 blev kommercielt tilgængeligt i 1961. Det fungerer som smøremiddel, rustbeskyttelse og fugt-fortrænger. Der findes specialprodukter, der fungerer bedre end WD-40 til deres specielle anvendelse, men WD-40's fleksibilitet har givet den berømmelse som et universalmiddel. WD-40 står for Water Displacement, 40. formel.
Produktets succes i dag vises ved stødt øget salg, der blev øget fra $27 mio. i 2008 til $70.2 mio i 2021. I 2014 blev midlet introduceret i International Air & Space Hall of Fame på San Diego Air & Space Museum.